# Рене Антуан Реомюр
Рене Антуан Фершо де Реомюр (фр. René-Antoine Ferchault de Réaumur, 28 лютого 1683 — 17 жовтня 1757) — французький вчений, відомий дослідженнями з біології і металургії. Розробив шкалу для термометра, що була названа його ім'ям. Член Паризької академії наук з 1708 року.

## Дослідження у галузі металургії
Дослідження Рене Антуана Реомюра у галузі металургії були одними з тих, що стали основою для розвитку теоретичних уявлень про процеси металургії заліза. Реомюр здійснив багаторічні дослідження з ковким залізом, сталлю і чавуном у лабораторії у замку Бермондьєр на півночі Франції. Він першим використав мікроскоп у дослідженнях структури сплавів заліза, розробив класифікацію чавунів за характером зламу, запропонував спосіб вимірювання твердості чавуну і сталі за допомогою семиступеневої склерометричної шкали.
Важливим досягненням наукової праці Реомюра стала теорія навуглецювання заліза, що дала перше наукове пояснення відмінності у властивостях ковкого заліза, сталі і чавуну.
У часи Реомюра вуглець ще не був ідентифікований як хімічний елемент, Реомюр називає його у своїх працях «сірчано-солевою матерією» або «горючою складовою деревного вугілля».
Найважливіші результати своїх досліджень Реомюр виклав у двох книжках, виданих 1722 року у Парижі. Це «Мистецтво перетворення ковкого заліза у сталь» і «Мистецтво пом'якшення виливаного чавуну».
За Реомюром, основою сплавів заліза є «чиста залізна субстанція, з'єднана з більшою чи меншою кількістю сірчано-солевої матерії, причому більше за все її міститься у чавуні і менш за все у ковкому залізі, у сталі міститься середня кількість. … Додаючи сірчано-сольову матерію у м'яке залізо, можна отримати спочатку сталь, а потім чавун».
Погляди Реомюра були не відразу оцінені і сприйняті спеціалістами і вченими. Особлива роль вуглецю у сплавах заліза стала очевидною лише приблизно через століття.

## Дослідження з біології
У області зоології Реомюр відомий численними спостереженнями над комахами. У «Мемуарах з історії комах» (6 томів, 1734–1742 роки) докладно висвітив питання біології і історії розвитку суспільних комах, вперше уточнив функції особин бджолиної сім'ї.

## Вшанування пам'яті
На честь нього названо астероїд.